# Giovanni Gherardo de Rossi
Giovanni Gherardo de Rossi (12 mars 1754, à Rome, 27 mars 1827, à Rome), est un poète italien.

## Biographie
Né à Rome le 12 mars 1754,Giovanni Gherardo de Rossi étudia d’abord la jurisprudence, et n’abandonna cette carrière que par obéissance pour son père, qui, banquier, désirait que son fils lui succédât. De Rossi, consacrant une grande partie de son temps aux beaux-arts et aux lettres, obtint quelques succès dans cet art. Bientôt après il s’occupa de la publication d’un ouvrage périodique, sous le titre de Mémoires sur les beaux-arts. Il fit paraître, dans le même temps, un traité sur l’art dramatique, et composa seize comédies, dont  celle du Cortigiano onesto, ovvero i cambiamenti d’un giorno. Cette pièce, traduite par M. Sigismondo Visconti, a été imprimée dans la 21e livraison des chefs-d’œuvre des théâtres étrangers, Paris, 1821 à 1823. De Rossi publia aussi quantité de pièces fugitives, dont ses apologues. Il avait été nommé directeur de l’Académie de Portugal à Rome, lorsque, par suite de l’invasion des Français, cette ville ayant aussi adopté les formes républicaines, il fut nommé ministre des finances. Pie VII, étant venu à Rome en 1800, lui témoigna sa satisfaction pour la manière dont il l’avait exercée. Se retirant alors des affaires publiques, de Rossi continua à s’occuper d’archéologie, et  fut parfois consulté par le savant Ennius Quirinus Visconti. En 1812 il fut nommé membre correspondance l’Institut de France, et en 1810, directeur de l’Académie royale de Naples à Rome : il était aussi membre de l’Académie d’archéologie de Rome, et correspondant de celle de Turin. Dans les dernières années de sa vie, de Rossi eut à soutenir un singulier procès. Adorni Gonzales, son ami, l’avait institué son héritier universel sans aucune condition ; mais, en 1810, la Compagnie de Jésus ayant été rétablie à Rome, de Rossi se présenta au P. Pignatelli, alors général de cette compagnie, et lui déclara que l’institution en sa faveur n’était qu’un fidéicommis, et que, d’après la volonté d’Adorni Gonzales, son legs devait appartenir à la Compagnie de Jésus si elle était rétablie, n’ayant, lui de Rossi, d’autres droits que ceux de simple usufruitier. Le P. Pignatelli, ayant pris possession du riche héritage, eut le tort de l’attaquer immédiatement par-devant les tribunaux, demandant la restitution des revenus arriérés. Le pape, informé de cette révoltante contestation, ordonna qu’on sursît au procès, et en fit détruire toutes les pièces. Il mourut le 28 mars 1827.

## Œuvres
Ses ouvrages, tous écrits en italien, sont :
- Mémoires sur les beaux-arts, Rome, 1792 à 1793.
- Traité sur l’art dramatique, Rome, 1790 ;
- Seize comédies imprimées à Bassano, 1790 à 1798, 4 vol. in-8° ; réimprimées à Brescia, en 1803, 4 vol. in-8°.
- Fables et épigrammes, Verceil, 1790, 1 vol. in-8° ;
- Amusements poétiques et pittoresques, Parme, Bodoni, 1798, 1 vol. in-8° orné de vignettes, très-rare.
- Vie d’Angelica Kauffmann, Rome, 1813.

On a réimprimé la collection de ses œuvres à Florence, en 1818, 3 vol. in-8°.

## Sources